# Mont-Saint-Aignan
Mont-Saint-Aignan är en kommun i departementet Seine-Maritime i regionen Normandie i norra Frankrike. Kommunen ligger i kantonen Mont-Saint-Aignan som tillhör arrondissementet Rouen. År 2022 hade Mont-Saint-Aignan 20 188 invånare.
Mont-Saint-Aignan ligger norr om staden Rouen och är den femte största förorten till staden.
Den femfaldiga Tour de France-vinnaren Jacques Anquetil föddes i staden 1934.

## Befolkningsutveckling
Antalet invånare i kommunen Mont-Saint-Aignan
| Referens: INSEE |